# Tariska Péter
Tariska Péter (1946 –) magyar neurológus, pszichiáter és geriáter szakorvos. Tariska István orvos, neurológus fia.

## Életpályája
Tariska Péter orvosegyetemi tanulmányait 1970-ben fejezte be. Ezt követően a Budapesti Orvostudományi Egyetem II. sz. Neurológiai és Pszichiátriai klinikáján központi gyakornokként, majd egyetemi tanársegédként tevékenykedett. 1976-tól 2008-ig az Országos Ideg- és Elmegyógyászati (később Országos Pszichiátriai és Neurológiai Intézetben) dolgozott. 1976-1982 között a HIETE Intézetbe kihelyezett Neurológiai tanszékének egyetemi adjunktusa, majd 1983-tól az OPNI osztályvezető főorvosa. 1994-2004 között az Intézet általános főigazgató-helyettesi tisztét töltötte be. 2008 februárjától az Állami Egészségügyi Központ Pszichiátriai osztályán demencia szakrendelést vezet.
Neurológiából 1974-ben, pszichiátriából 1977-ben, geriátriából 2001-ben tett sikeres szakvizsgát, valamint 1980-ban elektroencephalographiából is szakképesítést szerzett. Kandidátusi értekezését 1984-ben védte meg.
A neurológia és pszichiátria határterületi kérdéseivel, az elmúlt évtizedekben pedig a demenciákkal foglalkozik. Kezdeményezésére jött létre 1992-ben az OPNI-ban az első hazai Memória klinika, amely egészen az Intézet megszűnéséig működött.
A Magyar Ideg- és Elmeorvosok Társasága Alzheimer-kór szekciójának és a Magyar Pszichiátriai Társaságnak vezetőségi tagja. 1995 óta az European Federation of Neurologic Societies (EFNS) Dementia paneljében Magyarországot képviseli. Részt vett az Európai Neurológiai Társaságok Szövetsége demencia átvizsgálási szakmai protokollja kidolgozásában (megjelenés: 2000, revideált változat: 2007), tagja volt az Alzheimer Europe 2009-ben megjelenő szakmai protokollja kidolgozó bizottságának. Korábban az MTA Pszichiátriai Szakbizottsága tagja (1993-1996) volt, 2002-től az MTA Idegtudományi Bizottságának titkára.
Továbbképző jellegű könyvei könyvfejezetei, valamint közleményei 1979 óta jelennek meg. Több orvosegyetemen is egyetemi tankönyvként elfogadott a Pszichiátria magyar kézikönyve című kötet, melynek négy kiadása, szerkesztése, és azokban fejezetek írása fűződik a nevéhez. Különösen jelentős műve, a 2000-ben kiadott Alzheimer-kórral foglalkozó könyve és a Rajna Péterrel közösen írott, Az időskor neuropszichiátriája című könyve. A Magyar Pszichiátriai Társaság több könyvét is a Nyírő Gyula nívódíjjal jutalmazta. A Memória klinikáról beszámoló publikációt az Orvosi Hetilap szerkesztősége 1995-ben Markusovszky-díjjal tüntette ki.

## Főbb publikációi
- A dementia mai szemlélete. Magyar Pszichiátriai Társaság, Budapest, 1988.
- Gyakorlati útmutató az emlékezészavarok általános orvosi megközelítéséhez. Pharma Press, Budapest, 1995.
- Dementiák a családorvos gyakorlatában: korszerű diagnosztika és terápia. Mind Kft, Budapest, 1995.
- Az emlékezetzavarok jelentősége az általános orvosi gyakorlatban. UCB kiskönyvtár sorozat 20. kötet, Budapest, 1998
- Alzheimer-kór. Golden Book, Budapest, 2000
- Az idős kor neuropszichiátriája. (Rajna Péterrel) B+V kiadó, Budapest, 2000
- Szellemi hanyatlás időskorban. Therapia kiadó, 2003.